# 石泉県
石泉県（せきせん-けん）は中華人民共和国陝西省安康市に位置する県。

## 行政区画
- 鎮:城関鎮、饒峰鎮、両河鎮、迎豊鎮、池河鎮、後柳鎮、喜河鎮、熨斗鎮、雲霧山鎮、中池鎮、曽渓鎮